# Ulmus prunifolia
Ulmus prunifolia är en almväxtart som beskrevs av Wan Chun Cheng och L.K. Fu. Ulmus prunifolia ingår i släktet almar, och familjen almväxter. Inga underarter finns listade i Catalogue of Life.